# Jablonka (powiat Myjava)
Jablonka – wieś (obec) w  powiecie Myjava, w kraju trenczyńskim na Słowacji. Znajduje się w północno-zachodniej części Słowacji.